# Поццуоло-Мартезана
Поццуоло-Мартезана (італ. Pozzuolo Martesana) — муніципалітет в Італії, у регіоні Ломбардія,  метрополійне місто Мілан.
Поццуоло-Мартезана розташоване на відстані близько 480 км на північний захід від Рима, 21 км на схід від Мілана.
Населення — 8384 особи (2014).

## Демографія
Населення за роками:

Станом на 1 січня 2023 року в муніципалітеті офіційно проживав 821 іноземець з 55 країн, серед них 271 громадянин країн Євросоюзу та 61 громадянин України.

## Сусідні муніципалітети
- Беллінцаго-Ломбардо
- Кассано-д'Адда
- Ґорґонцола
- Інцаго
- Мельцо
- Труккаццано